# 普拉諾 (肯塔基州)
普拉諾（英語：Plano）是位於美國肯塔基州沃倫縣的一個人口普查指定地區。

## 人口
根據2020年美國人口普查的數據，普拉諾的面積為2.67平方千米，當中陸地面積為2.67平方千米，而水域面積為0.00平方千米。當地共有人口1223人，而人口密度為每平方千米458.05人。